# Terence Jay
Terence Jay (New Jersey, 1985) è un cantante e attore statunitense, originario dello stato del New Jersey.
È noto soprattutto per il film Hooligans, in cui ha interpretato la parte di Jeremy Van Holden e ha inciso la colonna sonora, da cui è stato estratto il singolo più conosciuto One Blood, che ricorda molto il singolo dei Dire Straits Brothers in Arms. 
Ha recitato inoltre in Buried Alive e Living Hell ed ha composto altre canzoni, tra le quali Broken Drumsticks.
Figlio della produttrice Deborah Del Prete, vive a Santa Monica, in California.

## Filmografia
- Hooligans, regia di Lexi Alexander (2005)
- Buried Alive, regia di Robert Kurtzman (2007)
- Living hell - Le radici del terrore (Living hell) - film TV (2008)
- Green Street Hooligans 2, regia di Jesse V. Johnson (2009)